# Jeleč (Hadžići)
Jeleč är en ort i Bosnien och Hercegovina. Den ligger i entiteten Federationen Bosnien och Hercegovina, i den centrala delen av landet, 18 km sydväst om huvudstaden Sarajevo. Jeleč ligger 700 meter över havet och antalet invånare är 168.
Terrängen runt Jeleč är huvudsakligen kuperad, men åt sydost är den bergig.Runt Jeleč är det ganska tätbefolkat, med 93 invånare per kvadratkilometer.. Närmaste större samhälle är Sarajevo, 18,0 km nordost om Jeleč.
I omgivningarna runt Jeleč växer i huvudsak blandskog.